# Приз принца Уельського
Приз принца Уельського (англ. Prince of Wales Trophy) — нагорода Національної хокейної ліги (НХЛ), яка вручається чемпіону Східної конференції, тобто клубу, який пройшов до фіналу Кубку Стенлі від Східної конференції. «Нью-Йорк Рейнджерс», які виграли серію плей-оф Східної конференції у «Монреаль Канадієнс» з рахунком 4-2, є поточними володарями кубку. Вперше був вручений у 1924 році.

## Історія
Принц Уельський (король Георг V) подарував приз лізі у 1924 році. Вперше був подарований переможцю плей-оф НХЛ (замінив Приз О'Браєна), а потім став нагородою для переможців плей-оф Західної хокейної ліги (ЗХЛ).
Коли ж ЗХЛ припинила своє існування, Кубок Стенлі вручався лише переможцям плей-оф НХЛ, а Призом принца Уельського почали нагороджувати переможців регулярного сезону НХЛ. Починаючи з сезону 1927—1928 його вручали переможцю регулярного сезону Американського дивізіону, а приз О'Браєна у Канадському дивізіоні. Після того, як у лізі скасовувати поділ на дивізіони (сезон 1937—1938), нагороду почали вручати переможцю регулярного сезону НХЛ.
З приходом Нової Ери та розширенням ліги (сезон 1967—1968), створено нові дивізіони: Східний та Західний. Проте лише переможці регулярного чемпіонату Східного дивізіону отримували приз принца Уельського. У 1975 році знову змінився поділ команд у лізі: замість дивізіонів створено конференції Принца Уельського (Уельс) і Кемпбела відповідно. Тепер володарем призу міг стати клуб-переможець регулярного чемпіону конференції Уельс. У 1981 році було вирішено вручати нагороду переможцю конференції Уельс за результатами плей-оф. У сезоні 1993—1994 конференцію Уельс перейменували на Східну, і до сьогоднішніх днів Приз принца Уельського отримує команда, яка пройшла до фіналу Кубку Стенлі від Східної конференції.
Приз вручає заступник комісіонера НХЛ капітанові команди. Проте, серед гравців НХЛ є повір'я, що неможна торкатися чи підіймати трофей (аналогічно у Західній конференції та з призом Кларенса С.Кемпбела), коли вони виграли звання чемпіонів конференції. Вони вважають, що Кубок Стенлі — єдина нагорода у НХЛ і лише його можна підіймати.

## Переможці
| Перемог | Команда                 |
| ------- | ----------------------- |
| 25      | Монреаль Канадієнс      |
| 18      | Бостон Брюїнс           |
| 13      | Детройт Ред-Вінгс       |
| 6       | Піттсбург Пінгвінс      |
| 5       | Нью-Джерсі Девілс       |
| 5       | Тампа-Бей Лайтнінг      |
| 4       | Філадельфія Флайєрс     |
| 4       | Нью-Йорк Айлендерс      |
| 4       | Флорида Пантерс         |
| 3       | Баффало Сейбрс          |
| 3       | Нью-Йорк Рейнджерс      |
| 2       | Кароліна Гаррікейнс     |
| 2       | Чикаго Блекгокс         |
| 2       | Торонто Мейпл-Ліфс      |
| 2       | Вашингтон Кепіталс      |
| 1       | Монреаль Марунс         |
| 1       | Оттава Сенаторс         |
| 1       | Оттава Сенаторс (перші) |

### Переможці плей-оф НХЛ (1923–27)
| Сезон   | Переможець         | Пер# |
| ------- | ------------------ | ---- |
| 1923-24 | Монреаль Канадієнс | 1    |
| 1924-25 | Монреаль Канадієнс | 2    |
| 1925-26 | Монреаль Марунс    | 1    |

### Преможець регулярного чемпіонату НХЛ (1926–27)
| Сезон   | Переможець              | Пер# |
| ------- | ----------------------- | ---- |
| 1926-27 | Оттава Сенаторс (перші) | 1    |

### Переможець регулярного чемпіонату Американського дивізіону (1927–38)
| Сезон   | Переможець         | Пер# |
| ------- | ------------------ | ---- |
| 1927-28 | Бостон Брюїнс      | 1    |
| 1928-29 | Бостон Брюїнс      | 2    |
| 1929-30 | Бостон Брюїнс      | 3    |
| 1930-31 | Бостон Брюїнс      | 4    |
| 1931-32 | Нью-Йорк Рейнджерс | 1    |
| 1932-33 | Бостон Брюїнс      | 5    |
| 1933-34 | Детройт Ред-Вінгс  | 1    |
| 1934-35 | Бостон Брюїнс      | 6    |
| 1935-36 | Детройт Ред-Вінгс  | 2    |
| 1936-37 | Детройт Ред-Вінгс  | 3    |
| 1937-38 | Бостон Брюїнс      | 7    |

### Переможці регулярного чемпіонату (1938–67)
| Сезон   | Переможець         | Пер# |
| ------- | ------------------ | ---- |
| 1938-39 | Бостон Брюїнс      | 8    |
| 1939-40 | Бостон Брюїнс      | 9    |
| 1940-41 | Бостон Брюїнс      | 10   |
| 1941-42 | Нью-Йорк Рейнджерс | 2    |
| 1942-43 | Детройт Ред-Вінгс  | 4    |
| 1943-44 | Монреаль Канадієнс | 3    |
| 1944-45 | Монреаль Канадієнс | 4    |
| 1945-46 | Монреаль Канадієнс | 5    |
| 1946-47 | Монреаль Канадієнс | 6    |
| 1947-48 | Торонто Мейпл-Ліфс | 1    |
| 1948-49 | Детройт Ред-Вінгс  | 5    |
| 1949-50 | Детройт Ред-Вінгс  | 6    |
| 1950-51 | Детройт Ред-Вінгс  | 7    |
| 1951-52 | Детройт Ред-Вінгс  | 8    |
| 1952-53 | Детройт Ред-Вінгс  | 9    |
| 1953-54 | Детройт Ред-Вінгс  | 10   |
| 1954-55 | Детройт Ред-Вінгс  | 11   |
| 1955-56 | Монреаль Канадієнс | 7    |
| 1956-57 | Детройт Ред-Вінгс  | 12   |
| 1957-58 | Монреаль Канадієнс | 8    |
| 1958-59 | Монреаль Канадієнс | 9    |
| 1959-60 | Монреаль Канадієнс | 10   |
| 1960-61 | Монреаль Канадієнс | 11   |
| 1961-62 | Монреаль Канадієнс | 12   |
| 1962-63 | Торонто Мейпл-Ліфс | 2    |
| 1963-64 | Монреаль Канадієнс | 13   |
| 1964-65 | Детройт Ред-Вінгс  | 13   |
| 1965-66 | Монреаль Канадієнс | 14   |
| 1966-67 | Чикаго Блекгокс    | 1    |

### Переможці регулярного сезону Східного дивізіону (1967–74)
| Сезон   | Переможець         | Пер# |
| ------- | ------------------ | ---- |
| 1967-68 | Монреаль Канадієнс | 15   |
| 1968-69 | Монреаль Канадієнс | 16   |
| 1969-70 | Чикаго Блекгокс    | 2    |
| 1970-71 | Бостон Брюїнс      | 11   |
| 1971-72 | Бостон Брюїнс      | 12   |
| 1972-73 | Монреаль Канадієнс | 17   |
| 1973-74 | Бостон Брюїнс      | 13   |

### Переможці регулярного сезону конференції «Уельс» (1974–81)
| Сезон   | Переможець         | Пер# |
| ------- | ------------------ | ---- |
| 1974-75 | Баффало Сейбрс     | 1    |
| 1975-76 | Монреаль Канадієнс | 18   |
| 1976-77 | Монреаль Канадієнс | 19   |
| 1977-78 | Монреаль Канадієнс | 20   |
| 1978-79 | Монреаль Канадієнс | 21   |
| 1979-80 | Баффало Сейбрс     | 2    |
| 1980-81 | Монреаль Канадієнс | 22   |

### Переможці плей-оф конференції Уельс (1981–93)
| Сезон   | Переможець          | Пер# |
| ------- | ------------------- | ---- |
| 1981-82 | Нью-Йорк Айлендерс  | 1    |
| 1982-83 | Нью-Йорк Айлендерс  | 2    |
| 1983-84 | Нью-Йорк Айлендерс  | 3    |
| 1984-85 | Філадельфія Флайєрс | 1    |
| 1985-86 | Монреаль Канадієнс  | 23   |
| 1986-87 | Філадельфія Флайєрс | 2    |
| 1987-88 | Бостон Брюїнс       | 14   |
| 1988-89 | Монреаль Канадієнс  | 24   |
| 1989-90 | Бостон Брюїнс       | 15   |
| 1990-91 | Піттсбург Пінгвінс  | 1    |
| 1991-92 | Піттсбург Пінгвінс  | 2    |
| 1992-93 | Монреаль Канадієнс  | 25   |

### Переможці плей-оф Східної конференції (1993–2020)
| Сезон     | Переможець                   | Пер# |
| --------- | ---------------------------- | ---- |
| 1993-94   | Нью-Йорк Рейнджерс           | 3    |
| 1994-95   | Нью-Джерсі Девілс            | 1    |
| 1995-96   | Флорида Пантерс              | 1    |
| 1996-97   | Філадельфія Флайєрс          | 3    |
| 1997-98   | Вашингтон Кепіталс           | 1    |
| 1998-99   | Баффало Сейбрс               | 3    |
| 1999—2000 | Нью-Джерсі Девілс            | 2    |
| 2000-01   | Нью-Джерсі Девілс            | 3    |
| 2001-02   | Кароліна Гаррікейнс          | 1    |
| 2002-03   | Нью-Джерсі Девілс            | 4    |
| 2003-04   | Тампа-Бей Лайтнінг           | 1    |
| 2004-05   | Не розігрувався через локаут | -    |
| 2005-06   | Кароліна Гаррікейнс          | 2    |
| 2006-07   | Оттава Сенаторс              | 1    |
| 2007-08   | Піттсбург Пінгвінс           | 3    |
| 2008-09   | Піттсбург Пінгвінс           | 4    |
| 2009-10   | Філадельфія Флаєрс           | 4    |
| 2010-11   | Бостон Брюїнс                | 16   |
| 2011-12   | Нью-Джерсі Девілс            | 5    |
| 2012-13   | Бостон Брюїнс                | 17   |
| 2013-14   | Нью-Йорк Рейнджерс           | 4    |
| 2014-15   | Тампа-Бей Лайтнінг           | 2    |
| 2015-16   | Піттсбург Пінгвінс           | 5    |
| 2016-17   | Піттсбург Пінгвінс           | 6    |
| 2017-18   | Вашингтон Кепіталс           | 2    |
| 2018-19   | Бостон Брюїнс                | 18   |
| 2019-20   | Тампа-Бей Лайтнінг           | 3    |

### Переможці півфіналу Кубка Стенлі (2021–)
| Сезон   | Переможець         | Пер# |
| ------- | ------------------ | ---- |
| 2020-21 | Тампа-Бей Лайтнінг | 4    |
| 2021-22 | Тампа-Бей Лайтнінг | 5    |
| 2022-23 | Флорида Пантерс    | 2    |
| 2023-24 | Флорида Пантерс    | 3    |
| 2024-25 | Флорида Пантерс    | 4    |